# Saint-Germain-Laprade
Saint-Germain-Laprade település Franciaországban, Haute-Loire megyében. Lakosainak száma 3459 fő (2022. január 1.). Saint-Germain-Laprade Arsac-en-Velay, Blavozy, Brives-Charensac, Chaspinhac, Coubon, Lantriac, Le Monteil, Saint-Julien-Chapteuil és Saint-Pierre-Eynac községekkel határos.

## Népesség
A település népessége az elmúlt években az alábbi módon változott:
| Lakosok száma | 1166 | 2169 | 2739 | 3325 | 3514 | 3579 | 3634 | 3666 | 3597 | 3459 |
|               | 1968 | 1982 | 1990 | 2006 | 2013 | 2015 | 2017 | 2019 | 2020 | 2022 |